# خورخي فيريرا تشافيس
خورخي فيريرا تشافيس (بالبرتغالية: Jorge Ferreira Chaves‏) هو مهندس معماري برتغالي، ولد في 22 فبراير 1920 في Ponta do Sol, Cape Verde ‏ في الرأس الأخضر، وتوفي في 22 أغسطس 1982 في لشبونة في البرتغال.